# Xenohelea ciliaticrus
Xenohelea ciliaticrus är en tvåvingeart som först beskrevs av Jean-Jacques Kieffer 1921.  Xenohelea ciliaticrus ingår i släktet Xenohelea och familjen svidknott.
Artens utbredningsområde är Taiwan. Inga underarter finns listade i Catalogue of Life.